# Dinopercidae
Dinopercidae é uma família de peixes da subordem Percoidei, superfamília Percoidea.

## Lista de géneros
- Centrarchops Fowler, 1923
- Dinoperca Boulenger, 1895